# Långtjärnarna (Anundsjö socken, Ångermanland, 707021-160165)
Långtjärnarna är en sjö i Örnsköldsviks kommun i Ångermanland och ingår i Moälvens huvudavrinningsområde.